# Municipalità distrettuale di Lejweleputswa
La municipalità distrettuale di Lejweleputswa (in inglese Lejweleputswa  District Municipality) è un distretto della provincia di Free State e il suo codice di distretto è DC18.
La sede amministrativa e legislativa è la città di Welkom e il suo territorio si estende su una superficie di 31.929 km².

## Geografia fisica

### Confini
La  municipalità distrettuale di Lejweleputswa confina a nord con quella di Dr Kenneth Kaunda (Nordovest), a nord e a est con quella di Fezile Dabi, a est con quella di Thabo Mofutsanyane, a sud con quelle di Motheo e Xhariep e a ovest con quelle di Frances Baard (Provincia del Capo Settentrionale) e Dr Ruth Segomotsi 
Mompati (Nordovest).

### Suddivisione amministrativa
Il distretto è suddiviso in 5 municipalità locali:
- Masilonyana
- Matjhabeng
- Nala
- Tokologo
- Tswelopele